# Cosmarium anceps
Cosmarium anceps  là một loài Song tinh tảo trong họ Desmidiaceae, thuộc chi Cosmarium.